# Reed-Solomon-fejlkorrektion
Reed-Solomon-koder er en gruppe af fejlkorrigerende koder, som blev introduceret af Irving S. Reed og Gustave Solomon i 1960.
Reed-Solomon-koder har mange anvendelser, de mest prominente af disse omfatter forbrugerteknologier såsom CD'er, DVD'er, Blu-ray Discs, QR-koder, datatransmissionsteknologier såsom DSL og WiMAX, broadcast-systemer såsom DVB and ATSC, og datalagringssystemer såsom RAID 6. Reed-Solomon-koder anvendes også i satellitkommunikation.[kilde mangler]
Reed-Solomon-koder arbejder på en blok af data betragtet som en mængde af finite field elementer kaldet symboler. Fx en blok på 4096 bytes (32768 bits) kan arbejdes på som en mængde af 2731 12 bit symboler, hvor hvert symbol er et finite field-element af GF(212), det sidste symbol tilføjes fire 0 bits. Reed-Solomon-koder er i stand til at detektere og korrigere flere symbolfejl. Ved at tilføje t tjeksumsymboler til dataene, kan en Reed-Solomon-kode detektere enhver kombination af op til t fejlsymboler, eller korrigere op til ⌊t/2⌋ symboler.[kilde mangler]